# Oussama Assaidi
Oussama Assaidi (født 15. august 1988) er en marokkansk fodboldspiller, der spiller som midtbanespiller hos den engelske Premier League-klub Liverpool F.C. Han har tidligere spillet i den hollandske Æresdivisionen for klubberne Almere City, De Graafschap og SC Heerenveen.

## Karriere

### SC Heerenveen
Assaidi debuterede for SC Heerenveen i 1-0 nederlaget til FC Groningen, hvor han blev skiftet ind efter 71 minutter. Assaidi scorede sit første mål i 7-0 sejren over SDC Putten i den hollandske pokalturnering, KNVB Cup. 

Efter et managerskift i SC Heerenveen fik Assaidi etableret sig som stamspiller og præsterede så flot, at han blev indkaldt til Marokkos landshold.

### Liverpool F.C.
Assaidi skiftede den 17. august 2012 til Premier League holdet Liverpool for et ikke offentliggjort beløb, der regnes for at være i størrelsen £2.4 millioner . Assaidi debuterede den 20. september i Europa League kampen mod Young Boys. Assaidis første målgivende aflevering faldt i 2-1 sejren over West Bromwich Albion i den engelske League Cup.

### Stoke City F.C. (lån)
Den 27. august skiftede Assaidi til Stoke City på en lejekontrakt som udløber 2014.
han har blandt andet scorede sejrs målet mod Chelsea i de dødende minutter 3-2.